# Реддинг, Отис
О́тис Рэй Ре́ддинг-мла́дший (англ. Otis Ray Redding, Jr.; 9 сентября 1941, Досон — 10 декабря 1967, Мадисон) — американский певец и автор песен, продюсер и аранжировщик. Признанный классик соул-музыки, погибший в авиакатастрофе в возрасте 26 лет.
Его песня «(Sittin' On) The Dock of the Bay» с остросоциальным подтекстом стала первой, возглавившей Billboard Hot 100 после смерти исполнителя. На волне большого успеха в хит-параде США побывали и следующие композиции музыканта: «Pain In My Heart», «That’s How Strong My Love Is», «I’ve Been Loving You Too Long», «Mr. Pitiful».
В 2008 году журнал Rolling Stone назвал Отиса Реддинга 8-м среди величайших певцов послевоенного времени, а его песня «(Sittin’ On) the Dock of the Bay» занимает 38 место в списке журнала Rolling Stone 500 величайших песен всех времен.

## Ранние годы
Отис Реддинг родился в городе Досон (штат Джорджия, США), в семье священника-баптиста. С детства он приобщился к стилю госпел: в возрасте 5 лет начал петь в церковном хоре Виневилля, а после занятий в школе все свободное время проводил в местных клубах и барах, где выступали исполнители ритм-энд-блюза и соула, а также обучался игре на гитаре и фортепиано. В юности участвовал в местном шоу талантов «Teenage Party», в котором выиграл главный приз 15 раз подряд, после чего организаторы запретили Реддингу приходить на конкурс в качестве участника. Из-за болезни отца и финансовых проблем в возрасте 15 лет ему приходится покинуть школу, чтобы работать и поддерживать семью материально.
После переезда вместе с семьёй в город Мейкон, Реддинг присоединяется к группе The Upsetters, работавшей на сопровождении у Литл Ричарда.
Ставший торговым агентом бывший школьный товарищ Реддинга Фил Уолден согласился на роль менеджера начинающего певца. Уолден довольно быстро сумел организовать своему клиенту работу в группе Johnny Jenkins And The Pinetoppers (там же Реддинг подрабатывал шофёром концертного автобуса коллектива). В этот период (1959—1961) Отис Реддинг начал записываться в местных студиях — имели успех его дебютный сингл «She’s Alright», записанный с группой Otis And The Shooters, и выпущенный следом за ним «Shout Bamalama». В обеих композициях ощущалось заметное влияние Литл Ричарда. Не исключено, что Отис Реддинг так и остался бы звездой местного масштаба, но в 1962 году две его авторские композиции — «These Arms Of Mine» и «Hey Hey Baby» услышал президент фирмы Stax Джим Стюарт и распорядился выпустить их отдельным синглом в дочерней компании Volt. Первоначально Реддинг записал эти песни в конце студийной сессии Johnny Jenkins And The Pinetoppers, но, несмотря на некоторую недоработку музыкального сопровождения, аранжировка главной мелодической линии и качество вокала в оригинале получились лучше, чем при всех последующих записях, и поэтому сингл «These Arms Of Mine» было решено выпустить в первоначальном виде. Пластинка вышла в свет в ноябре 1962 года, а к маю 1963 года песня уже вошла в Billboard Hot 100 США.

## Личная жизнь
В возрасте 19 лет Отис Реддинг встретил на конкурсе «The Teenage Party» 15-летнюю Зельму Этвуд и женился на ней в августе 1961 года. У Реддингов было трое детей: сын Декстер, дочь Карла и сын Отис Третий. В 1965 году они переехали на купленное Отисом Реддингом «Ранчо Большого О» (так Реддинг называл сам себя) в
Раунд Ок, штат Джорджия. После смерти Отиса Зельма удочерила девочку по имени Деметрия.

## Карьера
«These Arms of Mine» и другие песни, записанные во время сессий 1962—1963 годов, были включены в дебютный альбом Отиса Реддинга Pain in My Heart, вышедший в начале 1964 года и получивший положительные оценки критиков.
В ноябре 1963 года Реддинг был приглашён для выступления в театре Аполло, где публика также приняла его с восторгом.
Большую часть своего материала Реддинг писал самостоятельно, иногда в паре с гитаристом Booker T & The MG’s Стивом Кроппером. Однако его хиты признавались, в основном, в среде любителей соул-музыки.
Весной 1965 года в американский хит-парад попали сразу две песни Отиса Реддинга — «I’ve Been Loving You Too Long», созданная в соавторстве с известным певцом Джерри Батлером, и «Respect», написанная самим Отисом. Следом за синглами вышла долгоиграющая пластинка Otis Blue, представившая слушателю такие песни как «Shake», «Satisfaction» и «A Change is Gonna Come», ставшие классикой американского ритм-энд-блюза. Слушателя пленяла не только сама музыка, но и вокальная манера Отиса Реддинга.
Вскоре состоялось невероятно успешное выступление Реддинга в лос-анджелесском рок-клубе Whisky a Go Go, при этом Реддинг стал одним из первых соул-исполнителей, выступавших на подобных площадках в западной части США. Его выступление получило одобрение критиков, в том числе газеты Los Angeles Times. Концерт посетил известный американский певец Боб Дилан, позднее предложивший Реддингу записать альтернативную версию его песни «Just Like a Woman».
Популярность исполнителя пересекла границы Соединенных Штатов, его с восторгом принимали в Лондоне, Париже, Стокгольме, затем последовало выступление в телешоу «Ready Steady Go!», а еженедельник Melody Maker присвоил Реддингу звание «No. 1 Male Vocalist».
С большим уважением к творчеству исполнителя отнеслась группа The Rolling Stones, записавшая кавер-версии его песен «That’s how strong my love is» и «Pain in my heart», на что Реддинг ответил фанковой версией знаменитой роллинговской «Satisfaction».
В 1967 году увидел свет дуэт Реддинга со знаменитой соул-исполнительницей Карлой Томас — сингл «Tramp», вошедший в альбом King & Queen и приобретший невероятную популярность.
Летом 1967 года Отис Реддинг принял участие в грандиозном для мира музыки событии — фестивале Monterey Pop Festival, появившись перед аудиторией в 30 тыс. человек. Выступление на фестивале закрепило успех песен Отиса и сделало певца ещё более знаменитым. Публика приветствовала его восторженными криками и громкими аплодисментами.
7 декабря 1967 года Реддинг записал песню «(Sittin' On) The Dock of the Bay», вдохновляясь звучанием альбома Sgt. Pepper’s Lonely Hearts Club Band, выпущенного группой The Beatles несколькими месяцами ранее. Сингл, в который вошла эта песня, увидел свет в начале 1968 года, а сама композиция стала национальным хитом, заняв первое место в чарте Billboard, тираж пластинки всего за 3 недели превысил 1 миллион проданных копий.

## Авиакатастрофа
10 декабря 1967 года, направляясь на концерт, Отис Реддинг погиб в авиакатастрофе над озером Монон в штате Висконсин. Вместе с ним погибли четверо участников его сопровождающей группы Bar-Kays. Выжить удалось только одному её участнику — Бену Коули. Почтить память певца на похороны в Мейконе пришли более 4500 человек.

## Посмертная слава
Смерть певца привела к стремительному росту тиражей его пластинок — записанный за три дня до катастрофы сингл «(Sittin' On) The Dock Of The Вау» возглавил хит-парад США (в Великобритании он занял 3-е место). В 1981 году два сына Отиса Реддинга и его племянник объединились в коллектив под названием The Reddings и сделали новую аранжировку этой композиции, которая вошла в Тор 30 США в категории ритм-энд-блюз.
Реддинг оставил после себя много нереализованного материала, вошедшего в четыре посмертных альбома.
Стиль Отиса Реддинга по-прежнему остается уникальным — практически все современные афроамериканские исполнители обязательно называют имя Реддинга среди тех музыкантов, которые повлияли на их творчество. Влияние Реддинга справедливо отмечают и такие музыканты, как The Rolling Stones, Джордж Харрисон, Арета Франклин, Марвин Гэй, Эл Грин и другие.
В 1989 году имя Отиса Реддинга было увековечено в Зале славы рок-н-ролла, а в 1999 удостоен Grammy Lifetime Achievement Award.

## Дискография
- Pain in My Heart (1964)
- The Great Otis Redding Sings Soul Ballads (1965)
- Otis Blue: Otis Redding Sings Soul (1965)
- The Soul Album (1966)
- Complete & Unbelievable: The Otis Redding Dictionary of Soul (1966)
- King & Queen (1967)
- The Dock of the Bay (1968)
- The Immortal Otis Redding (1968)
- Love Man (1969)
- Tell the Truth (1970)